# Pagine altotiberine
Pagine altotiberine è un periodico italiano che si occupa di storia dell'Alta Valle del Tevere.
La rivista è stata fondata nel 1997 dall'Associazione Storica dell'Alta  Valle del Tevere per raccogliere gli studi sulla storia del territorio (nella sua estensione geografica, sia nella zona umbra che in quella toscana), inteso nella sua accezione più ampia (cioè comprendendo anche la storia dell'arte e della lingua, ma anche il folklore e la geografia). Ha avuto periodicità quadrimestrale dal 1997 al 2016 e dal 2017 ha assunto periodicità semestrale.
Compongono il comitato editoriale: Paolo Bà, Pier Paolo Battistoni, Alberto Benedetti, Ermanno Bianconi, Andrea Czortek, Alba Ghelli, Enzo Mattesini, Maria Grazia Moretti, Franco Polcri, Mauro Seri, Alvaro Tacchini. Dal 1997 al 2004 ha fatto parte del comitato editoriale anche Olita Franceschini (+ 2004).
Il 28 dicembre 2010 la rivista ha ricevuto il codice ISSN 2039-4861.
Pagine altotiberine pubblica saggi di approfondimento e rubriche informative (Beni artistici e culturali, Spigolature d'archivio, Recensioni, Scuola e storia, Vita dell'Associazione).
Dal 1997 al 2020 Alvaro Tacchini ha svolto le funzioni di coordinatore di redazione; nel 2021 gli sono succeduti Diego Brillini e Giulio Pasqui.
Finora sono stati pubblicati articoli in italiano e in inglese da parte di circa duecento autori italiani, statunitensi, francesi e tedeschi.